# 독수리 에디
《독수리 에디》(Eddie the Eagle)는 2016년 공개된 스포츠 드라마 영화로, 영국의 스키점프 선수 에디 에드워즈의 일대기를 다룬다. 덱스터 플레처 감독이 연출했고 태런 에저턴이 주인공 에디 역을 맡았다. 이외에 휴 잭맨, 크리스토퍼 워컨, 이리스 베르벤, 짐 브로드벤트가 출연했다.

## 출연
- 태런 에저턴 - "독수리" 에디 에드워즈
  - 톰 코스텔로 - 10세 에디
  - 잭 코스텔로 - 15세 에디
- 휴 잭맨 - 브론슨 페리
- 크리스토퍼 워컨 - 워런 샤프
- 이리스 베르벤 - 페트라
- 마크 벤턴 - 리치먼드
- 키스 앨런 - 테리
- 조 하틀리 - 저넷 에드워즈
- 팀 매키너니 - 더스틴 타깃
- 에드빈 엔드레 - 마티 뉘케넨
- 마크 벤저민 - 라르스 홀빈
- 짐 브로드벤트 - BBC 앵커
- 대니얼 잉스 - 잭
- 루네 템테 - 비외른